# Campeonato Mundial de Esquí Nórdico de 1995
El XLI Campeonato Mundial de Esquí Nórdico se celebró en la localidad de Thunder Bay (Canadá) entre el 9 y el 19 de marzo de 1995 bajo la organización de la Federación Internacional de Esquí (FIS) y la Asociación Canadiense de Deportes de Nieve.

## Esquí de fondo

### Masculino
| Evento                                | Oro                                                                                   | Plata                                                                                      | Bronce                                                                            |
| ------------------------------------- | ------------------------------------------------------------------------------------- | ------------------------------------------------------------------------------------------ | --------------------------------------------------------------------------------- |
| 10 km EC (11.03)                      | Vladimir Smirnov · Kazajistán · 24:52,3                                               | Bjørn Dæhlie · Noruega · 25:10,1                                                           | Mika Myllylä · Finlandia · 25:11,5                                                |
| 12,5 km + 12,5 km persecución (13.03) | Vladimir Smirnov · Kazajistán · 1:06:19,5                                             | Silvio Fauner · Italia · 1:06:29,7                                                         | Jari Isometsä · Finlandia · 1:06:30,0                                             |
| 30 km EC (09.03)                      | Vladimir Smirnov · Kazajistán · 1:15:52,3                                             | Bjørn Dæhlie · Noruega · 1:16:52,4                                                         | Alexei Prokurorov · Rusia · 1:17:35,6                                             |
| 50 km EL (19.03)                      | Silvio Fauner · Italia · 1:56:36,0                                                    | Bjørn Dæhlie · Noruega · 1:57:48,5                                                         | Vladimir Smirnov · Kazajistán · 1:58:10,7                                         |
| Relevo 4 × 10 km (17.03)              | Noruega · Sture Sivertsen · Erling Jevne · Bjørn Dæhlie · Thomas Alsgaard · 1:34:27,1 | Finlandia · Karri Hietamäki · Harri Kirvesniemi · Jari Räsänen · Jari Isometsä · 1:35:10,5 | Italia · Fulvio Valbusa · Marco Albarello · Fabio Maj · Silvio Fauner · 1:36:30,4 |

### Femenino
| Evento                              | Oro                                                                               | Plata                                                                                            | Bronce                                                                                       |
| ----------------------------------- | --------------------------------------------------------------------------------- | ------------------------------------------------------------------------------------------------ | -------------------------------------------------------------------------------------------- |
| 5 km EC (12.03)                     | Larisa Lazutina · Rusia · 15:23,7                                                 | Nina Gavryliuk · Rusia · 15:47,1                                                                 | Manuela Di Centa · Italia · 15:57,8                                                          |
| 7,5 km + 7,5 km persecución (14.03) | Larisa Lazutina · Rusia · 43:19,6                                                 | Nina Gavryliuk · Rusia · 43:45,3                                                                 | Olga Danilova · Rusia · 43:56,9                                                              |
| 15 km EC (10.03)                    | Larisa Lazutina · Rusia · 41:27,5                                                 | Yelena Välbe · Rusia · 42:39,1                                                                   | Inger Helene Nybråten · Noruega · 43:03,2                                                    |
| 30 km EL (18.03)                    | Yelena Välbe · Rusia · 1:16:27,3                                                  | Manuela Di Centa · Italia · 1:16:40,5                                                            | Antonina Ordina · Suecia · 1:16:58,6                                                         |
| Relevo 4 × 5 km (17.03)             | Rusia · Olga Danilova · Yelena Välbe · Larisa Lazutina · Nina Gavryliuk · 53:47,6 | Noruega · Marit Mikkelsplass · Inger Helene Nybråten · Elin Nilsen · Anita Moen-Guidon · 55:17,6 | Suecia · Anna Frithioff · Marie-Helene Östlund · Antonina Ordina · Anette Fanqvist · 55:17,7 |

## Salto en esquí
| Evento                              | Oro                                                                                  | Plata                                                                            | Bronce                                                                 |
| ----------------------------------- | ------------------------------------------------------------------------------------ | -------------------------------------------------------------------------------- | ---------------------------------------------------------------------- |
| Trampolín normal individual (12.03) | Takanobu Okabe Japón 266,0 pts.                                                      | Hiroya Saito Japón 256,5 pts.                                                    | Mika Laitinen · Finlandia · 243,5 pts.                                 |
| Trampolín grande individual (18.03) | Tommy Ingebrigtsen · Noruega · 272,6                                                 | Andreas Goldberger · Austria · 259,5                                             | Jens Weißflog · Alemania · 229,9                                       |
| Trampolín grande por equipo (16.03) | Finlandia · Jani Soininen · Janne Ahonen · Mika Laitinen · Ari-Pekka Nikkola · 889,0 | Alemania · Jens Weißflog · Gerd Siegmund · Hansjörg Jäkle · Dieter Thoma · 882,5 | Japón Takanobu Okabe Jinya Nishikata Hiroya Saito Naoki Yasuzaki 836,9 |

## Combinada nórdica
| Evento                           | Oro                                                                     | Plata                                                                                          | Bronce                                                                              |
| -------------------------------- | ----------------------------------------------------------------------- | ---------------------------------------------------------------------------------------------- | ----------------------------------------------------------------------------------- |
| TN + 15 km individual (09.03)    | Fred Børre Lundberg · Noruega ·                                         | Jari Mantila · Finlandia ·                                                                     | Sylvain Guillaume Francia                                                           |
| TN + 4 × 5 km por equipo (10.03) | Japón Masashi Abe Tsugiharu Ogiwara Kenji Ogiwara Takanori Kono 56:20,2 | Noruega · Halldor Skard · Bjarte Engen Vik · Knut Tore Apeland · Fred Børre Lundberg · 58:14,8 | Suiza · Markus Wüst · Armin Krügel · Stefan Wittwer · Jean-Yves Cuendet · 1:01:41,8 |

## Medallero
| Núm. | País       | Oro | Plata | Bronce | Total |
| ---- | ---------- | --- | ----- | ------ | ----- |
| 1    | Rusia      | 5   | 3     | 2      | 10    |
| 2    | Noruega    | 3   | 5     | 1      | 9     |
| 3    | Kazajistán | 3   | 0     | 1      | 4     |
| 4    | Japón      | 2   | 1     | 1      | 4     |
| 5    | Finlandia  | 1   | 2     | 3      | 6     |
| 6    | Italia     | 1   | 2     | 2      | 5     |
| 7    | Alemania   | 0   | 1     | 1      | 2     |
| 8    | Austria    | 0   | 1     | 0      | 1     |
| 9    | Suecia     | 0   | 0     | 2      | 2     |
| 10   | Francia    | 0   | 0     | 1      | 1     |
| 10   | Suiza      | 0   | 0     | 1      | 1     |
|      | TOTAL      | 15  | 15    | 15     | 45    |